# Gregorio della Suburra
Gregorio della Suburra (data incerta - 1163) foi um cardeal italiano, cardeal-sobrinho do Papa Anastácio IV e Deão do Sagrado Colégio dos Cardeais.

## Biografia
Criado cardeal-diácono no consistório de dezembro de 1153, porém sua diaconia não é conhecida nos dias de hoje. Eleito cardeal-bispo de Sabina em abril de 1154, sucedeu ao seu tio. Subscreveu bulas papais, como cardeal-diácono e bispo eleito, emitidos entre 20 e 25 de abril de 1154, 15 de setembro e 30 de novembro de 1154, como cardeal-bispo entre 19 de dezembro de 1154 e 30 de julho de 1159 e 9 de abril de 1161 e 20 de setembro de 1162.
Ele foi um decisivo defensor do Papa Alexandre III contra os antipapas promovidos pelo imperador Frederico I Barbarossa durante o seu pontificado. Nomeado Vigário papal de Roma, tornou-se Decano do Colégio dos Cardeais em 1159.

## Conclaves
- Eleição papal de 1154 - participou da eleição do Papa Adriano IV
- Eleição papal de 1159 - participou da eleição do Papa Alexandre III